# Beacon Towers
Beacon Towers fue una mansión de la Edad Dorada en el pueblo de Sands Point, en la costa norte de Long Island, Nueva York (Estados Unidos). Fue construida entre 1917 y 1918 para Alva Belmont, exesposa de William Kissam Vanderbilt y viuda, desde 1908, de Oliver Belmont.

## Historia
La mansión fue diseñada por Hunt & Hunt, la sociedad de los hijos de Richard Morris Hunt, Richard y Joseph. Fue la última casa de Long Island diseñada por la firma.
Historiadores de la arquitectura  han descrito la mansión como una pura fantasía gótica, debiendo algunos de sus elementos de diseño a los alcázares de España y a las representaciones de castillos en manuscritos iluminados medievales. El interior contenía alrededor de 60 habitaciones principales y más de 140 en total. Toda la estructura estaba revestida de estuco blanco liso y reluciente.
En febrero de 1924, Belmont compró la propiedad contigua de Sands Point Light en una subasta por 100 000 dólares (1,5 millones de la actualidad) para agregar más privacidad a su patrimonio.

### Adquirido por Hearst
Tres años más tarde, la propiedad fue vendida a William Randolph Hearst. Mientras Hearst era dueño de la finca, se hicieron renovaciones; se levantó el techo y se agregaron buhardillas, se ampliaron o quitaron las ventanas y se remodeló la entrada, cambiando la entrada por una entrada empotrada.
Hearst lo vendió en 1942 y fue demolido en 1945. Más tarde se construyó un nuevo desarrollo en el sitio, pero sobrevivieron restos estructurales dispersos y la puerta de entrada original.

## En la cultura popular
Los estudiosos literarios creen que la mansión ayudó a inspirar la novela de 1925 de F. Scott Fitzgerald El gran Gatsby, que describe la casa de Jay Gatsby como:

una imitación real de algún Hotel de Ville en Normandía, con una torre en un lado, flamante bajo una fina gota de hiedra cruda, y una piscina de mármol y más de cuarenta acres de tierra.
F. Scott Fitzgerald en El gran Gatsby

Según los informes, Beacon Towers también inspiró el diseño de la mansión de Gatsby en la adaptación cinematográfica de la novela de Baz Luhrmann en 2013.

## Galería

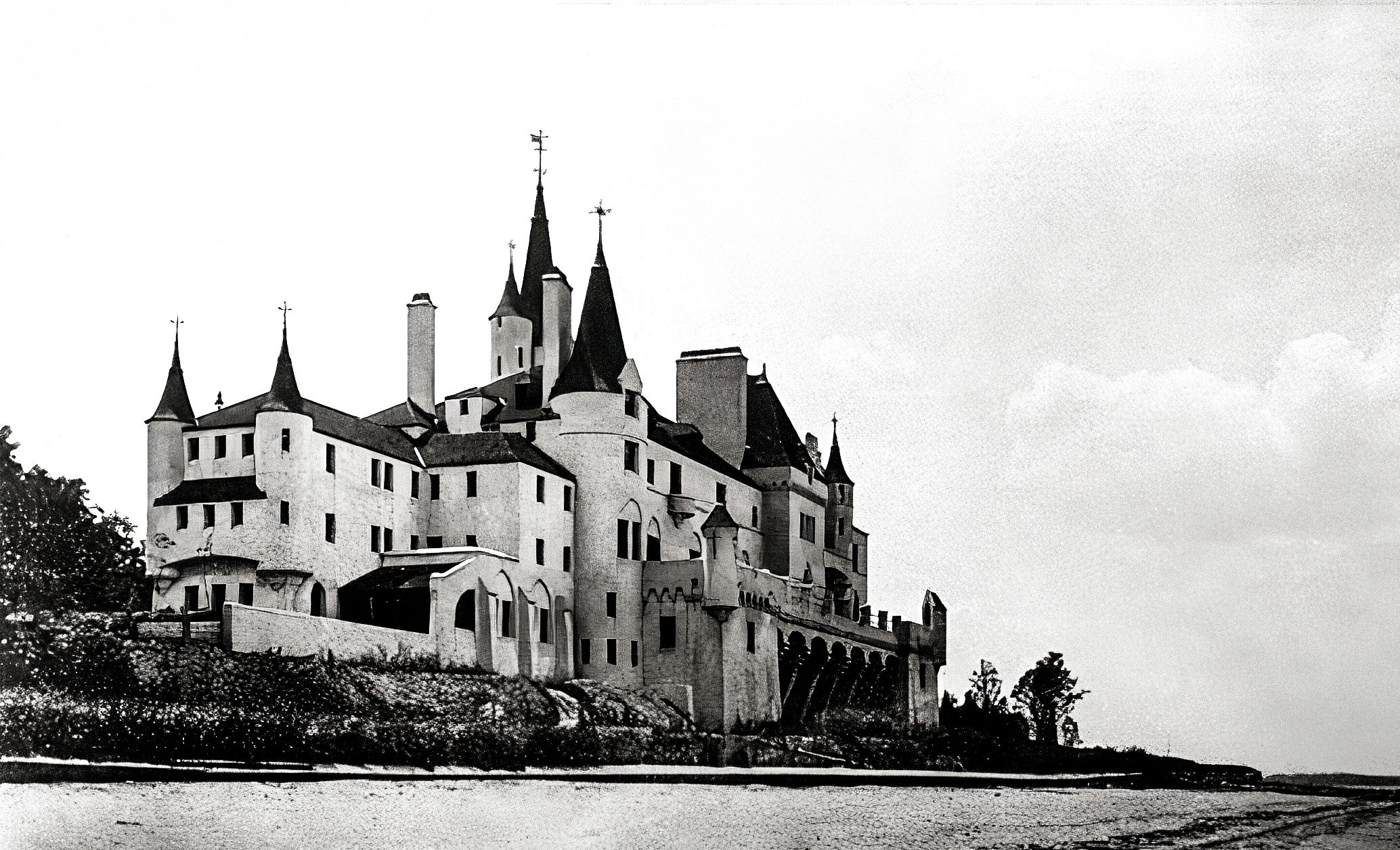
Vista desde la playa, en 1920
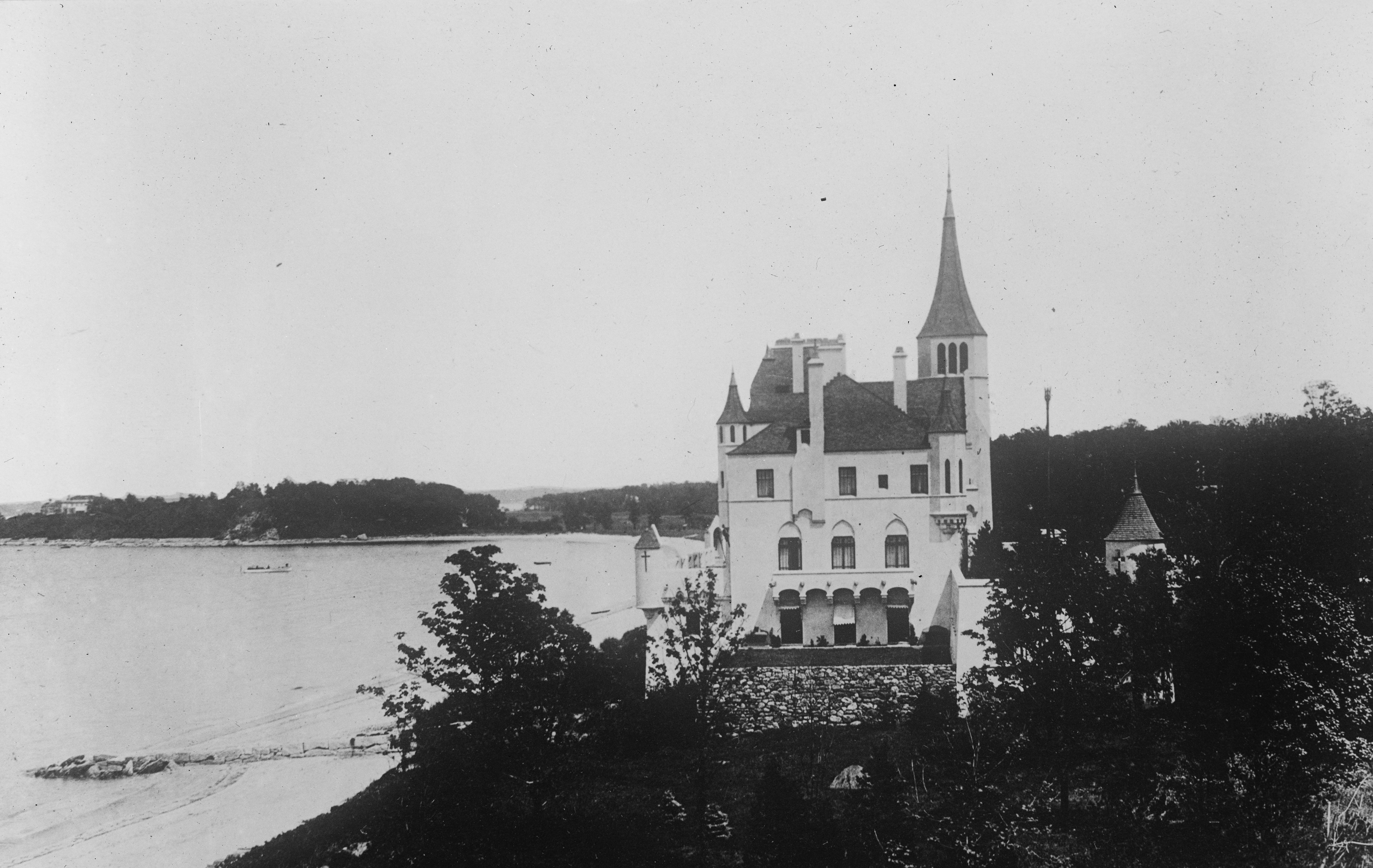
La finca en 1922
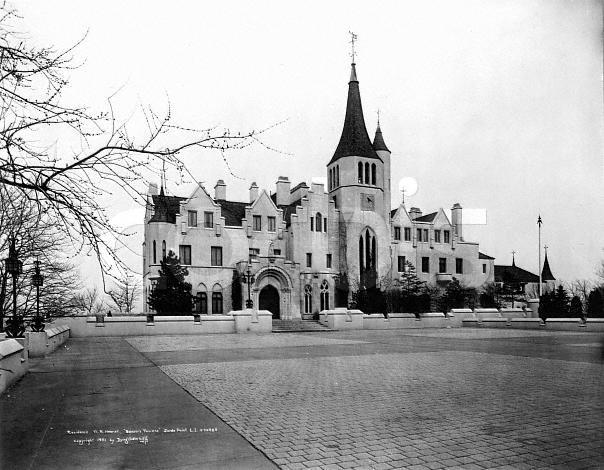
La fachada tras las renovaciones de Hearst